# Mjasiščev M-50

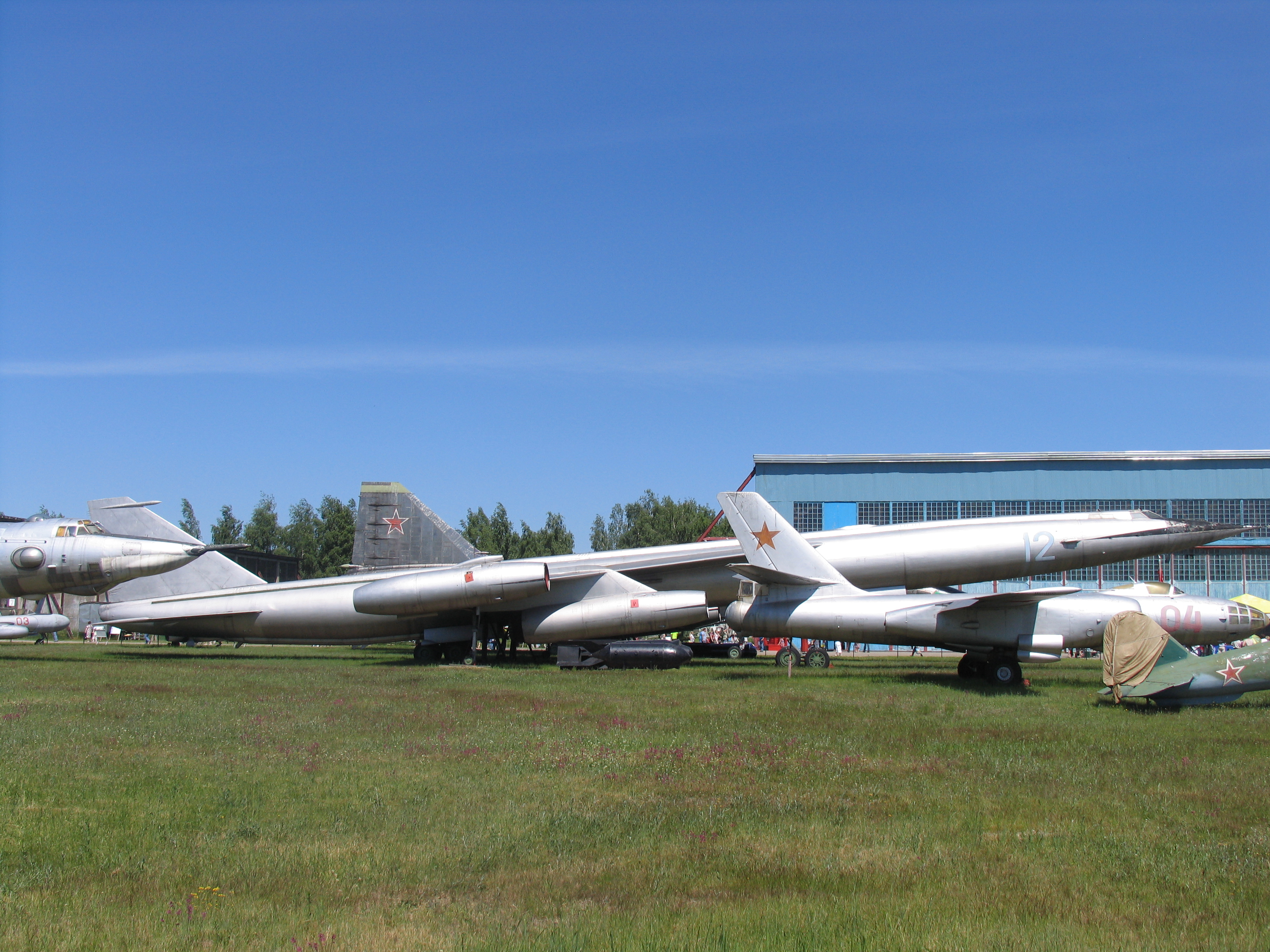
Mjasiščev M-50 z bočního profilu v Ústředním muzeu vojenského letectva v Moninu. Menší stroj s číslem 04 před ním napravo je Iljušin Il-28.

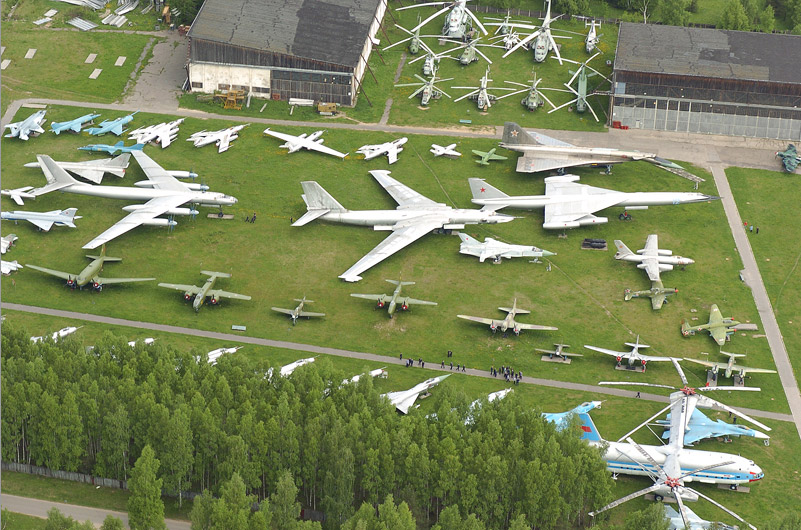
Mjasiščev M-50 v Ústředním muzeu vojenského letectva v Moninu (větší světlejší stroj s trojúhelníkovým křídlem napravo nahoře.

Mjasiščev M-50 (v kódu NATO „Bounder“) byl prototyp sovětského nadzvukového (supersonického) strategického bombardéru. Prototyp poprvé vzlétl 27. října 1959, sériová výroba však nebyla uskutečněna.. Šlo o rychlý proudový bombardér se čtyřmi motory: dvěma motory Dobrynin VD-7 bez přídavného spalování na vnější straně a dva motory VD-7F s přídavným spalováním na vnitřních pozicích. Oba vnitřní motory byly umístěny na pylony pod křídlem a dva vnější na konci zkráceného delta křídla. V roce 1961 byl jeden z letounů předveden na letecké přehlídce na letišti v Tušinu. Stroj byl také nápadně podobný americkému bombardéru Convair B-58 Hustler.
Druhý letoun M-50 byl označen M-52 a poháněly ho motory Zubec 16-17. Uložení motorů bylo upraveno a na kýlovou plochu letounu byly přidány další vodorovné ocasní plochy. Letoun byl sice dokončen, ale letu se nikdy nedočkal. Jako většina ostatních projektů sovětských supersonických strategických bombardérů z 60. let 20. století byl i tento ukončen. Prioritou se staly mezikontinentální balistické rakety a vesmírný program.

## Specifikace (M-50A)

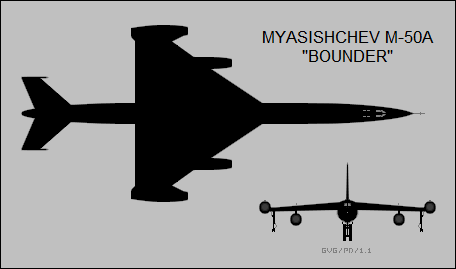
M-50

### Technické údaje
- Posádka: 2
- Délka: 57,48 m
- Rozpětí: 35,10 m
- Výška: 8,25 m
- Nosná plocha: 290,6 m²
- Hmotnost prázdného letadla: 85 000 kg
- Vzletová hmotnost: 175 000 kg
- Maximální vzletová hmotnost: 200 000 kg
- Pohonná jednotka: 4 × proudový motor Dobrynin VD-7BA, každý o tahu 93,16kN

### Výkony
- Maximální rychlost: 1 950 km/h
- Dolet: 7 400 km
- Dostup: 16 500 m
- Plošné zatížení: 602 kg/m²
- Poměr tah / hmotnost: 0,29

### Výzbroj
- 30 000 kg bomb nebo střel ve vnitřní pumovnici